# Деановец
Деановец је насељено место у саставу Града Иванић-Града, у Загребачкој жупанији, Хрватска.

## Становништво
На попису становништва 2011. године, Деановец је имао 536 становника.

## Попис1991.
На попису становништва 1991. године, насељено место Деановец је имало 555 становника, следећег националног састава:
| Попис 1991.‍  | Попис 1991.‍  | Попис 1991.‍ | Попис 1991.‍ | Попис 1991.‍ |
| ------------ | ------------ | ----------- | ----------- | ----------- |
|              |              |             |             |             |
| Хрвати       | Хрвати       |             | 497         | 89,54%      |
| Југословени  | Југословени  |             | 23          | 4,14%       |
| Срби         | Срби         |             | 12          | 2,16%       |
| Словенци     | Словенци     |             | 3           | 0,54%       |
| Чеси         | Чеси         |             | 3           | 0,54%       |
| Мађари       | Мађари       |             | 1           | 0,18%       |
| неопредељени | неопредељени |             | 11          | 1,98%       |
| непознато    | непознато    |             | 5           | 0,90%       |
| укупно: 555  |              |             |             |             |